# Stochomys longicaudatus
Genre
Espèce
Statut de conservation UICN

 LC  : Préoccupation mineure
Stochomys longicaudatus est la seule espèce du genre Stochomys. C'est un rongeur de la sous-famille des Murinés.
Cette espèce est localisée en Afrique, du Togo à l'Ouganda.